# Фронт демократического и народного единства
Фронт демократического и народного единства (ФДНЕ) — принятое в русской передаче название коалиции Демократический и народный союз (исп. Unidad Democrática y Popular, UDP), зонтичного политического альянса Боливии, в 1977—1984 годах объединявшего ряд ведущих левых сил страны.
Он был основан в 1977 году бывшим президентом Эрнаном Силесом Суасо и включал его Левое националистическое революционное движение (откол от Националистического революционного движения) и Левое революционное движение Хайме Паса Саморы, а также Коммунистическую партию Боливии, фракции Социалистической партии, Движение национальных левых (позднейший откол от НРД), Альянс национальных левых (основанный убитым генералом Хуаном Хосе Торресом), Народное движение за национальное освобождение. В 1978 году в блоке участвовало индихенистское Революционное движение им. Тупака Катари, в 1979 году — мелкая постгеваристская Революционная партия трудящихся Боливии и крупная Революционная партия националистических левых Хуана Лечина и Лидии Гейлер Техады, а в 1980 году — небольшая троцкистская партия Рабочий авангард. Леводемократическая коалиция стала чрезвычайно популярной среди боливийских трудящихся и избирателей вообще в конце 1970-х годов, в том числе из-за усталости от военных диктатур, сменявших друг друга с 1964 года.

## Программные установки
ФДНЕ в своей программе характеризовался как «народный», «национально-освободительный» и «революционный» союз, объединяющий представителей рабочего класса, крестьянства, служащих, а также той части национальной буржуазии, которая встала на сторону борющегося народа. Более радикальные левые силы (в том числе маоисты, геваристы, некоторые троцкисты и изначально левые националисты из РПНЛ) к выборам 1978 года объединились в Революционный фронт левых.
ФДНЕ выступал за создание «национального, народного и демократического правительства», способного обеспечить эффективный контроль над использованием национальных ресурсов. Ратуя за развитие государственного сектора в экономике и крестьянских кооперативов, фронт также высказывал готовность после прихода к власти поддерживать и частные промышленные и агропромышленные предприятия. Во внешней политике ФДНЕ выступал за развитие дружественных отношений со всеми государствами и за участие Боливии в Движении неприсоединения.

## История

### Участие в выборах
ФДНЕ представил себя в апреле 1978 года к выборам того года, а Силес Суасо встал во главе его избирательного списка. По общему мнению, он победил на выборах. Однако голосование было аннулировано из-за раскрытия массовых фальсификаций в пользу одобренного правительством кандидата генерала Хуана Переды.
В итоге в 1979 году были проведены новые выборы. Они тоже оказались безрезультатными, поскольку кандидаты в президенты и вице-президенты от ФДНЕ Эрнан Силес Суасо и Хайме Пас Самора заняли первое место, но не набрали 50 % голосов, необходимых для прямых выборов. Таким образом, определение следующего главы исполнительной власти было отведено Конгрессу, как предусматривалось Конституцией Боливии. Однако парламент не смог согласовать ни одного кандидата, и, в конце концов, провозгласил временным президентом главу Сената Вальтера Гевару в ожидании объявления нового цикла выборов в 1980 году.
При приближении выборов 1980 года ультраправое крыло боливийских вооруженных сил давало понять, что никогда не потерпит приход в правительственный дворец Кемадо «левых экстремистов» Силеса и Пас Саморы. В ноябре 1979 года правый полковник Альберто Натуш совершил путч, однако, встретив всеобщее сопротивление, отказался от власти; голосование Конгресса сделало исполняющей обязанности главы государства сторонницу левых Лидию Гейлер Техаду.
В апреле 1980 года небольшой арендованный самолет, в котором летели Пас Самора и делегация политиков ФДНЕ, разбился на Альтиплано неподалеку от Ла-Паса — в катастрофе погибли все находившиеся на борту, кроме кандидата в вице-президенты. Обозреватели не сомневались, что это было покушение. В любом случае, Пас оправился от ран и возобновил кампанию, опираясь на растущую поддержку, полученную ФДНЕ после авиакатастрофы.
29 июня 1980 года победителем третьего голосования за три года снова стал Фронт демократического и народного единства с 10 сенатскими и 47 депутатскими местами в Национальном конгрессе и тандем Силеса Суасо-Паса Саморы с 38,74 % голосов. Эти двое были бы приведены к присяге, если бы не ультраправый «кокаиновый переворот» 17 июля 1980 года генерала Луиса Гарсиа Месы, прервавший демократический процесс и установивший брутальный авторитарный режим. Военная администрация запретила на время установившегося «гарсиамесизма» деятельность ФДНЕ, который стал координировать в подполье действия части демократической оппозиции.

### Приход к власти
Силес Суасо и Пас Самора бежали в изгнание, но вернулись в 1982 году, после провала военных экспериментов, приведших экономику Боливии на грань краха. В октябре 1982 года были подтверждены результаты выборов 1980 года: Силес Суасо был приведен к присяге, а Пас Самора стал его вице-президентом. Экономическая ситуация была действительно ужасной, началась галопирующая гиперинфляция. Силесу и правительству ФДНЕ в целом было очень трудно контролировать ситуацию. Правящая коалиция не получила поддержки со стороны других политических партий или депутатов Конгресса. Профсоюзы, возглавляемые ветераном боевого рабочего движения Хуаном Лечином, парализовали правительство постоянными забастовками. ЛРД (MIR) во главе с Пасом Саморой отмежевался от режима в 1984 году, покинув тонущий корабль ФДНЕ, когда популярность Силеса упала до рекордно низкого уровня. По сути, в этот момент ФДНЕ прекратил своё существование.
К 1985 году бессилие правительства побудило Конгресс объявить досрочные выборы, сославшись на тот факт, что Силес был первоначально избран пятью годами до этого. После полного раскола ФДНЕ Силес ушел в отставку, и его партия ЛНДР весьма неудачно поучаствовала в выборах 1985 года под руководством Роберто Джордана Пандо. Что касается ЛРД (другой основной составной группы ФДНЕ), то она участвовала в выборах 1985 года под своим собственным именем и заняла третье место. Её лидер Пас Самора был избран президентом в 1989 году.
ФДНЕ больше никогда не реанимировался, но остаётся мощным символом ранней фазы демократической консолидации (1977—1984), когда этот фронт был самой популярной политической силой Боливии.